# Democracia Cristã (Brasil)
O Democracia Cristã (DC) é um partido político brasileiro de orientação democrata-cristã. Foi fundado em 1995 e registrado definitivamente em 1997 com o nome Partido Social Democrata Cristão (PSDC). Em agosto de 2017 mudou seu nome para o atual, oficializado pelo TSE em maio de 2018. É presidido pelo advogado João Caldas,Em abril de 2025 o partido contava com 183.944 filiados.

## História

### Antecedentes e fundação
No final da Segunda Guerra Mundial, Konrad Adenauer (na Alemanha) e Alcide De Gasperi (na Itália), formularam uma nova doutrina política, com o objetivo central de construir uma sociedade livre, justa e solidária. Chamaram de democracia cristã este novo pensamento político, ou seja, uma doutrina política democrática e fundamentada nos valores humanísticos do cristianismo: liberdade, justiça e solidariedade.
No ano de 1945, inspirado nos ideais de Adenauer e De Gasperi, o professor de Direito da USP, Cesarino Júnior, juntamente com outros companheiros, entre eles Tristão de Ataíde (pseudônimo de Alceu Amoroso Lima), fundaram na Cidade de São Paulo, no Teatro Municipal, no dia 9 de julho, o Partido Democrata Cristão (PDC).
A exemplo da Europa, a democracia cristã expandiu-se rapidamente no Brasil e, através do PDC, ingressaram na vida pública grandes expoentes da política brasileira, como Jânio Quadros e Franco Montoro.
Em 1962, ingressou em Porto Alegre, capital do Rio Grande do Sul, na Juventude Democrata Cristã, José Maria Eymael, hoje presidente da Social Democracia Cristã, no Brasil.
Três anos depois, em 1965, o Ato Institucional nº 2 extinguiu todos os partidos políticos, inclusive o PDC, criando em seu lugar apenas dois partidos: o ARENA e o MDB.

### Refundação
Em 1985, vinte anos depois, com a abertura política, novamente a democracia cristã é implantada no país, com a refundação do PDC.

Antiga bandeira do partido.

No mesmo ano, José Maria Eymael é convocado pela democracia cristã para reorganizar o PDC em São Paulo e concorre à prefeitura da cidade de São Paulo pelo partido, ficando em 9º lugar. Em 1993, o partido funde-se ao PDS para formar o PPR (atual PP). Descontente com a fusão, Eymael funda o PSDC em 1995, mas seu registro definitivo só foi oficializado em 1997.
Em 1996, o PSDC fez sua estreia em eleições, tendo elegido alguns candidatos a prefeito e vereador. Em 1998, Eymael concorre pela primeira vez à presidência do Brasil, tendo como seu candidato a vice o sul-mato-grossense Josmar Oliveira Alderete. Com 171.831 votos (0,25% das intenções de voto), Eymael termina o pleito em 8º lugar. O partido elege novamente alguns prefeitos e vereadores nas eleições de 2000 a 2008.
Oito anos após sua última eleição para deputado federal, Eymael volta a concorrer a uma vaga na Câmara dos Deputados em 2002. Recebeu apenas 8.952 votos (0,046%) e não conseguiu se eleger. Seu filho, José Carlos Selbach Eymael, teve desempenho pior: postulante a uma vaga de deputado estadual, recebeu apenas 389 votos.
Em 2006, Eymael concorre pela segunda vez à presidência do Brasil. Seu candidato a vice foi o empresário paraibano José Paulo da Silva Neto. Com 63.294 votos, ficou na sexta posição. Em um de seus programas eleitorais, criticou a ausência do então presidente e candidato à reeleição Luiz Inácio Lula da Silva ao debate presidencial da Rede Globo, considerando-a um desrespeito à democracia e aos eleitores, e cunhou a expressão: "porque a cadeira está vazia".
No ano de 2010, Eymael concorre à presidência da república pelo partido, obtendo 89.350 votos, ficando em 5º lugar. Seu candidato a vice foi, novamente, José Paulo da Silva Neto. Em 2012, o PSDC conquistou 8 prefeituras, mesmo número conseguido em 2008. Mais uma vez, Eymael lança-se candidato à prefeitura de São Paulo, ficando dessa vez em 11º lugar entre 12 candidatos, conquistando 5.382 votos.
Em dezembro de 2013, Eymael confirmou sua pré-candidatura à presidência do Brasil em entrevista ao portal R7. Sua candidatura acabou sendo confirmada e foi a quarta vez que o ex-deputado saiu candidato ao cargo (a terceira consecutiva), agora tendo Roberto Lopes como vice em sua chapa, tendo obtido 61.250 votos (0,06% das intenções de voto). Uma novidade em seus programas foi seu famoso jingle eleitoral, usado desde 1984. Segundo Eymael, foi uma tentativa de modernizá-lo, mas a diferença foi praticamente imperceptível.
Em nível estadual, lançou apenas dois candidatos a governador em chapa independente: Alexandre Silva de Magalhães (Goiás) e Eduardo Ferreira de Souza (Minas Gerais). Nos outros 24 estados e no DF, o PSDC fez parte de coligações com outros partidos: PMDB (08), PSDB (06), PSB: (03), PT (02), DEM, PDT, PP, PROS, PSD e PTdoB.
Entre os candidatos a Senador, lançou em chapas neutras: Aldo Muro Júnior, por Goiás, e José Tarcísio dos Santos, por Minas Gerais. Ao fim da eleição elegeu 2 deputados federais: Aluísio Mendes (MA) e Luiz Carlos Ramos (RJ) e 9 deputados estaduais.

### Renomeação
Em 2017, o PSDC protocola um pedido de mudança de nome no TSE.  Em 17 de maio de 2018, o TSE homologou a mudança do nome para Democracia Cristã. A mudança de nome ocorreu no contexto da crise político-econômica de 2014, visando a obtenção de melhores resultados nas eleições vindouras. A troca de nome foi uma estratégia comum na época, tendo sido usada por vários partidos para se desvencilhar de escândalos de corrupção.
Em julho de 2018, Eymael teve sua pré-candidatura à presidência do Brasil oficializada.Foi a quinta vez que ele disputou a presidência da República (a quarta consecutiva), e o vice em sua chapa foi o pastor Hélvio Costa. Com 41.710 votos (0,04% das intenções de voto), foi a menor votação obtida por Eymael desde sua primeira tentativa, em 1998.
Em nível estadual, repetiu 2014 e lançou apenas dois candidatos a governador, também em chapa independente: Romualdo Seno (Piauí) e o Major Costa e Silva (São Paulo). O partido fez alianças com outras legendas nos outros 24 estados e no Distrito Federal. Entre os candidatos a Senador, lançou 6 postulantes ao cargo - Compadre Luiz Adão (Paraná), Dr. Joanilson (Rio Grande do Norte) e Marcos Mauricio (Bahia) integraram coligações com outros partidos, enquanto Joaquim Saraiva, Lafayette Andrade (ambos pelo Piauí) e Machado (Rio Grande do Sul) disputaram em chapa neutra. A candidatura de Kaled ao Senado por São Paulo foi indeferida.
Elegeu apenas um deputado federal: Luiz Antônio Corrêa, pelo estado do Rio de Janeiro, além de eleger novamente 9 deputados estaduais: Jory Oeiras (Amapá), Euclério Sampaio (Espírito Santo), Rafael Gouveia (Goiás), Elizeu Nascimento, Ulysses Moraes (ambos em Mato Grosso), Cleiton Oliveira (Minas Gerais), Diana Belo (Pará), João Peixoto, Marcelo Cabeleireiro (ambos no Rio de Janeiro).
Em 2020, nas eleições municipais, o partido elegeu apenas uma prefeitura no município de Bom Princípio do Piauí e 123 vereadores no resto do país.

### 2022 - Presente
Nas eleições gerais de 2022 o partido não elegeu o presidente, nenhum governador, senador ou deputado federal. O único cargo conquistado pelo partido foi o da deputada estadual, Maria Clara Marra (MG). Todavia, o partido não superou a cláusula de barreira mais uma vez, razão pela qual a deputada se desfiliou do partido sem perder o mandato.
Nas eleições municipais de 2024, dobrou o número de prefeitos eleitos, sendo as duas prefeituras do estado de Minas Gerais, em Patrocínio e em Divinolândia de Minas, a legenda ainda elegeu mais que o dobro de vereadores em relação a 2020, indo de 123 para 253.

## Organização
| \| Data \| Filiados[7] \| Crescimento anual \| Crescimento anual \| \| --------- \| ----------- \| ----------------- \| ----------------- \| \| dez./2006 \| 101.792 \| — \| — \| \| dez./2007 \| 119.690 \| 17.898 \| +18% \| \| dez./2008 \| 131.178 \| 11.488 \| +9,5% \| \| dez./2009 \| 124.875 \| 6.303 \| -5,0% \| \| dez./2010 \| 140.640 \| 15.765 \| +13% \| \| dez./2011 \| 161.681 \| 21.041 \| +15% \| \| dez./2012 \| 166.336 \| 4.655 \| +2,8% \| \| dez./2013 \| 166.981 \| 645 \| +0,3% \| \| dez./2014 \| 167.482 \| 501 \| +0,3% \| \| dez./2015 \| 172.051 \| 4.569 \| +2,7% \| \| dez./2016 \| 186.262 \| 14.211 \| +8,2% \| \| dez./2017 \| 185.926 \| 336 \| -0,1% \| \| dez./2018 \| 187.079 \| 1.153 \| +0,6% \| \| dez./2019 \| 174.553 \| 12.526 \| -7,1% \| \| dez./2020 \| 179.434 \| 4.881 \| +2,7% \| \| dez./2021 \| 176.552 \| 2.882 \| -1,6% \| \| dez./2022 \| 174.806 \| 1.746 \| -0,9% \| \| dez./2023 \| 171.465 \| 3.341 \| -1,9% \| \| set./2024 \| 185.547 \| 14.082 \| +8,20% \| |          |                   |                   |
| Data | Filiados | Crescimento anual | Crescimento anual |
| dez./2006 | 101.792  | —                 | —                 |
| dez./2007 | 119.690  | 17.898            | +18%              |
| dez./2008 | 131.178  | 11.488            | +9,5%             |
| dez./2009 | 124.875  | 6.303             | -5,0%             |
| dez./2010 | 140.640  | 15.765            | +13%              |
| dez./2011 | 161.681  | 21.041            | +15%              |
| dez./2012 | 166.336  | 4.655             | +2,8%             |
| dez./2013 | 166.981  | 645               | +0,3%             |
| dez./2014 | 167.482  | 501               | +0,3%             |
| dez./2015 | 172.051  | 4.569             | +2,7%             |
| dez./2016 | 186.262  | 14.211            | +8,2%             |
| dez./2017 | 185.926  | 336               | -0,1%             |
| dez./2018 | 187.079  | 1.153             | +0,6%             |
| dez./2019 | 174.553  | 12.526            | -7,1%             |
| dez./2020 | 179.434  | 4.881             | +2,7%             |
| dez./2021 | 176.552  | 2.882             | -1,6%             |
| dez./2022 | 174.806  | 1.746             | -0,9%             |
| dez./2023 | 171.465  | 3.341             | -1,9%             |
| set./2024 | 185.547  | 14.082            | +8,20%            |

## Desempenho eleitoral
| Legislatura     | Bancada | %    | ± |
| --------------- | ------- | ---- | - |
| 51ª (1999–2003) | 0 / 513 | 0,00 | 0 |
| 52ª (2003–2007) | 1 / 513 | 0,19 | 1 |
| 53ª (2007–2011) | 0 / 513 | 0,00 | 1 |
| 54ª (2011–2015) | 0 / 513 | 0,00 | 0 |
| 55ª (2015–2019) | 2 / 513 | 0,38 | 2 |
| 56ª (2019–2023) | 1 / 513 | 0,19 | 1 |
| 57ª (2023–2027) | 0 / 513 | 0,13 | 1 |

Os números das bancadas representam o início de cada legislatura, desconsiderando, por exemplo, parlamentares que tenham mudado de partido posteriormente.

### Eleições estaduais
| Participação e desempenho da DC nas eleições estaduais de 2018 |                                         |                                | |                                         |                                              |
| Candidatos majoritários eleitos (6 governadores e 13 senadores). Em negrito estão os candidatos filiados à DC durante a eleição. Os cargos obtidos na Câmara Federal e nas Assembleias Legislativas são referentes às coligações proporcionais que a DC compôs. Tais coligações não são necessariamente iguais às coligações majoritárias e geralmente são menores. Não estão listados os futuros suplentes empossados. \| UF \| Candidatos(as) a Governador(a) e a Vice \| Candidatos(as) a Senadores(as) \| Coligação majoritária (governo e senado) \| Deputados(as) federais eleitos(as) — 33 \| Deputados(as) estaduais eleitos(as) — 63 \| \| -- \| --------------------------------------- \| ------------------------------ \| ------------------------------------------------------------------------------------------------------------ \| --------------------------------------- \| -------------------------------------------- \| \| AC \| Marcus Alexandre (PT) \| Jorge Viana (PT) \| DC / PT / PV / PRB / PODE / PROS / PDT / PCdoB / PSB / PHS / PRTB / PPL / PMB / PSOL \| 1 PCdoB \| ninguém \| \| AC \| Emylson Farias (PDT) \| Ney Amorim (PT) \| DC / PT / PV / PRB / PODE / PROS / PDT / PCdoB / PSB / PHS / PRTB / PPL / PMB / PSOL \| 1 PCdoB \| ninguém \| \| AL \| Renan Filho (MDB) \| Renan Calheiros (MDB) \| DC / MDB / PR / PPS / PCdoB / PDT / PHS / PMN / PODE / PRP / PRTB / PSD / PT / PTB / PV / SD / Avante \| ninguém \| 4 PRTB, 1 PPS \| \| AL \| Luciano Barbosa (MDB) \| Maurício Quintella Lessa (PR) \| DC / MDB / PR / PPS / PCdoB / PDT / PHS / PMN / PODE / PRP / PRTB / PSD / PT / PTB / PV / SD / Avante \| ninguém \| 4 PRTB, 1 PPS \| \| AM \| ninguém \| Eduardo Braga (MDB) \| DC / MDB \| ninguém \| 1 MDB \| \| AP \| Waldez Góes (PDT) \| Lucas Barreto (PTB) \| DC / PDT / PTB / PROS, / MDB / PRB / PCdoB / PRP / PTC / PMB \| 1 PRB \| Jory Oeiras (DC) + 1 PDT, 1 PRB, 1 MDB \| \| AP \| Jaime Nunes (PROS) \| Lucas Barreto (PTB) \| DC / PDT / PTB / PROS, / MDB / PRB / PCdoB / PRP / PTC / PMB \| 1 PRB \| Jory Oeiras (DC) + 1 PDT, 1 PRB, 1 MDB \| \| BA \| João Santana (MDB) \| Jorge Vianna (MDB) \| DC / MDB \| ninguém \| 1 MDB \| \| BA \| Jeane Cruz (MDB) \| Marcos Maurício (DC) \| DC / MDB \| ninguém \| 1 MDB \| \| CE \| ninguém \| ninguém \| nenhuma \| 1 PSL \| 2 PSL \| \| DF \| Alberto Fraga (DEM) \| Izalci Lucas (PSDB) \| DC / DEM / PR / PSDB \| ninguém \| ninguém \| \| DF \| Alexandre Bispo (PR) \| Professora Amábile (PR) \| DC / DEM / PR / PSDB \| ninguém \| ninguém \| \| ES \| Renato Casagrande (PSB) \| Marcos do Val (PPS) \| DC / PSB / PSDB / DEM / PPS / PCdoB / PV / PDT / SD / PP / PTC / PSC / PPL / PRP / PSD / PHS / PROS / Avante \| ninguém \| Euclério Sampaio (DC) + 2 PSB \| \| ES \| Jacqueline Moraes (PSB) \| Ricardo Ferraço (PSDB) \| DC / PSB / PSDB / DEM / PPS / PCdoB / PV / PDT / SD / PP / PTC / PSC / PPL / PRP / PSD / PHS / PROS / Avante \| ninguém \| Euclério Sampaio (DC) + 2 PSB \| \| GO \| Ronaldo Caiado (DEM) \| Jorge Kajuru (PRP) \| DC / DEM / PRP / PROS / PMB / PR / PSC / PDT / PSL / PMN / PTC / PRTB / PODE \| 2 PSL \| Rafael Gouveia (DC), Zé Carapô (DC) \| \| GO \| Lincoln Tejota (PROS) \| Wilder Morais (DEM) \| DC / DEM / PRP / PROS / PMB / PR / PSC / PDT / PSL / PMN / PTC / PRTB / PODE \| 2 PSL \| Rafael Gouveia (DC), Zé Carapô (DC) \| \| MA \| Roberto Rocha (PSDB) \| Zé Reinaldo (PSDB) \| DC / PSDB / PHS / PMN / REDE / PODE \| 1 PODE \| ninguém \| \| MA \| Graça Paz (PSDB) \| Alexandre Almeida (PSDB) \| DC / PSDB / PHS / PMN / REDE / PODE \| 1 PODE \| ninguém \| \| MG \| Fernando Pimentel (PT) \| Dilma Rousseff (PT) \| DC / PT / PSB / PCdoB / PR \| 8 PT, 3 PSB, 1 PR \| Cleiton Oliveira (DC) \| \| MG \| Jô Moraes (PCdoB) \| Miguel Corrêa (PT) \| DC / PT / PSB / PCdoB / PR \| 8 PT, 3 PSB, 1 PR \| Cleiton Oliveira (DC) \| \| MS \| Junior Mochi (MDB) \| Waldemir Moka (MDB) \| DC / MDB / PTC / PR / PHS / PRP / PRTB \| ninguém \| 1 PR \| \| MS \| Tânia Garib (MDB) \| Waldemir Moka (MDB) \| DC / MDB / PTC / PR / PHS / PRP / PRTB \| ninguém \| 1 PR \| \| MT \| Pedro Taques (PSDB) \| Selma Arruda (PSL) \| DC / PSDB / PSL / PSB / SD / PPS / PRTB / Avante / Patriota \| 1 PSL \| Elizeu Nascimento (DC), Ulysses Moraes (DC) \| \| MT \| Rui Prado (PSDB) \| Nilson Leitão (PSDB) \| DC / PSDB / PSL / PSB / SD / PPS / PRTB / Avante / Patriota \| 1 PSL \| Elizeu Nascimento (DC), Ulysses Moraes (DC) \| \| PA \| Helder Barbalho (MDB) \| Jader Barbalho (MDB) \| DC / MDB / PR / PP / PSD / PRB / PTB / PROS / PSC / PODE / PSL / PHS / PMB / PTC / Avante / Patriota \| ninguém \| Diana Belo (DC) + 6 MDB, 3 PSD \| \| PA \| Lúcio Vale (PR) \| Zequinha Marinho (PSC) \| DC / MDB / PR / PP / PSD / PRB / PTB / PROS / PSC / PODE / PSL / PHS / PMB / PTC / Avante / Patriota \| ninguém \| Diana Belo (DC) + 6 MDB, 3 PSD \| \| PB \| Lucélio Cartaxo (PV) \| Daniella Ribeiro (PP) \| DC / PV / PSDB / PP / PSD / PSC / SD / PRTB / PHS / PTC / PSL / PPL \| 1 PSL \| 2 PSL, 1 PRTB \| \| PB \| Michele Rodrigues (PSDB) \| Cássio Cunha Lima (PSDB) \| DC / PV / PSDB / PP / PSD / PSC / SD / PRTB / PHS / PTC / PSL / PPL \| 1 PSL \| 2 PSL, 1 PRTB \| \| PE \| Armando Monteiro (PTB) \| Mendonça Filho (DEM) \| DC / PTB / PSC / PSDB / DEM / PPS / PRB / PV / PODE / PSL / PHS / PRTB / PMB \| ninguém \| 5 PSC \| \| PE \| Fred Ferreira (PSC) \| Bruno Araújo (PSDB) \| DC / PTB / PSC / PSDB / DEM / PPS / PRB / PV / PODE / PSL / PHS / PRTB / PMB \| ninguém \| 5 PSC \| \| PI \| Romualdo Seno (DC) \| Joaquim Saraiva (DC) \| nenhuma \| ninguém \| ninguém \| \| PI \| Márcio Luiz (DC) \| Lafayette Andrade (DC) \| nenhuma \| ninguém \| ninguém \| \| PR \| Jorge Bernardi (REDE) \| Flávio Arns (REDE) \| DC / REDE / PPL \| ninguém \| 1 PPL \| \| PR \| Juliano Murbach (PPL) \| Flávio Arns (REDE) \| DC / REDE / PPL \| ninguém \| 1 PPL \| \| RJ \| Eduardo Paes (DEM) \| Cesar Maia (DEM) \| DC / DEM / PSDB / PP / PTB / MDB / SD / PV / PHS / PPS / PMN / Avante \| Luiz Antônio Corrêa (DC) \| João Peixoto (DC), Marcelo Cabeleireiro (DC) \| \| RJ \| Comte Bittencourt (PPS) \| Aspásia Camargo (PSDB) \| DC / DEM / PSDB / PP / PTB / MDB / SD / PV / PHS / PPS / PMN / Avante \| Luiz Antônio Corrêa (DC) \| João Peixoto (DC), Marcelo Cabeleireiro (DC) \| \| RN \| Brenno Queiroga (SD) \| Magnólia Figueiredo (SD) \| DC / SD / PSC / PV / / PMN / PSL / PPL / Patriota \| 1 PSL \| 1 PPL, 1 PSL \| \| RN \| Sérgio Leocádio (SD) \| Joanílson Rêgo (DC) \| DC / SD / PSC / PV / / PMN / PSL / PPL / Patriota \| 1 PSL \| 1 PPL, 1 PSL \| \| RO \| Acir Gurgacz (PDT) \| Jesualdo Júnior (PSB) \| DC / PDT / PP / PSB / PTC / SD / PTB / Avante \| 1 PP, 1 PDT, 1 PSB \| 1 PTC \| \| RO \| Neodi de Oliveira (DC) \| Carlos Magno (PP) \| DC / PDT / PP / PSB / PTC / SD / PTB / Avante \| 1 PP, 1 PDT, 1 PSB \| 1 PTC \| \| RR \| Anchieta Júnior (PSDB) \| Chico Rodrigues (DEM) \| DC / PSDB / DEM / MDB / SD / PPS / PSD \| 1 PSD, 1 SD \| 3 SD \| \| RR \| Abel Galinha (DEM) \| Romero Jucá (MDB) \| DC / PSDB / DEM / MDB / SD / PPS / PSD \| 1 PSD, 1 SD \| 3 SD \| \| RS \| ninguém \| Luiz Carlos Machado (DC) \| nenhuma \| ninguém \| ninguém \| \| SC \| Mauro Mariani (MDB) \| Jorginho Mello (PR) \| DC / MDB / PSDB / PR / PPS / PTB / PRTB / PTC / Avante \| 1 PSDB, 1 PPS \| 3 PR \| \| SC \| Napoleão Bernardes (PSDB) \| Paulo Bauer (PSDB) \| DC / MDB / PSDB / PR / PPS / PTB / PRTB / PTC / Avante \| 1 PSDB, 1 PPS \| 3 PR \| \| SE \| Belivaldo Chagas (PSD) \| Rogério Carvalho (PT) \| DC / PSD / PT / MDB / PP / PCdoB / PHS \| 1 PSD, 1 PP, 1 MDB, 1 PT \| 4 PSD, 3 MDB, 2 PT \| \| SE \| Eliane Aquino (PT) \| Jackson Barreto (MDB) \| DC / PSD / PT / MDB / PP / PCdoB / PHS \| 1 PSD, 1 PP, 1 MDB, 1 PT \| 4 PSD, 3 MDB, 2 PT \| \| SP \| Major Costa e Silva (DC) \| Kaled El Malat (DC) \| nenhuma \| ninguém \| ninguém \| \| SP \| Cabo Fátima (DC) \| Kaled El Malat (DC) \| nenhuma \| ninguém \| ninguém \| \| TO \| ninguém \| ninguém \| nenhuma \| ninguém \| 1 PPS, 1 PPL \| |                                         |                                | |                                         |                                              |
| UF | Candidatos(as) a Governador(a) e a Vice | Candidatos(as) a Senadores(as) | Coligação majoritária (governo e senado)                                                                     | Deputados(as) federais eleitos(as) — 33 | Deputados(as) estaduais eleitos(as) — 63     |
| AC | Marcus Alexandre (PT)                   | Jorge Viana (PT)               | DC / PT / PV / PRB / PODE / PROS / PDT / PCdoB / PSB / PHS / PRTB / PPL / PMB / PSOL                         | 1 PCdoB                                 | ninguém                                      |
| AC | Emylson Farias (PDT)                    | Ney Amorim (PT)                | DC / PT / PV / PRB / PODE / PROS / PDT / PCdoB / PSB / PHS / PRTB / PPL / PMB / PSOL                         | 1 PCdoB                                 | ninguém                                      |
| AL | Renan Filho (MDB)                       | Renan Calheiros (MDB)          | DC / MDB / PR / PPS / PCdoB / PDT / PHS / PMN / PODE / PRP / PRTB / PSD / PT / PTB / PV / SD / Avante        | ninguém                                 | 4 PRTB, 1 PPS                                |
| AL | Luciano Barbosa (MDB)                   | Maurício Quintella Lessa (PR)  | DC / MDB / PR / PPS / PCdoB / PDT / PHS / PMN / PODE / PRP / PRTB / PSD / PT / PTB / PV / SD / Avante        | ninguém                                 | 4 PRTB, 1 PPS                                |
| AM | ninguém                                 | Eduardo Braga (MDB)            | DC / MDB | ninguém                                 | 1 MDB                                        |
| AP | Waldez Góes (PDT)                       | Lucas Barreto (PTB)            | DC / PDT / PTB / PROS, / MDB / PRB / PCdoB / PRP / PTC / PMB                                                 | 1 PRB                                   | Jory Oeiras (DC) + 1 PDT, 1 PRB, 1 MDB       |
| AP | Jaime Nunes (PROS)                      | Lucas Barreto (PTB)            | DC / PDT / PTB / PROS, / MDB / PRB / PCdoB / PRP / PTC / PMB                                                 | 1 PRB                                   | Jory Oeiras (DC) + 1 PDT, 1 PRB, 1 MDB       |
| BA | João Santana (MDB)                      | Jorge Vianna (MDB)             | DC / MDB | ninguém                                 | 1 MDB                                        |
| BA | Jeane Cruz (MDB)                        | Marcos Maurício (DC)           | DC / MDB | ninguém                                 | 1 MDB                                        |
| CE | ninguém                                 | ninguém                        | nenhuma | 1 PSL                                   | 2 PSL                                        |
| DF | Alberto Fraga (DEM)                     | Izalci Lucas (PSDB)            | DC / DEM / PR / PSDB                                                                                         | ninguém                                 | ninguém                                      |
| DF | Alexandre Bispo (PR)                    | Professora Amábile (PR)        | DC / DEM / PR / PSDB                                                                                         | ninguém                                 | ninguém                                      |
| ES | Renato Casagrande (PSB)                 | Marcos do Val (PPS)            | DC / PSB / PSDB / DEM / PPS / PCdoB / PV / PDT / SD / PP / PTC / PSC / PPL / PRP / PSD / PHS / PROS / Avante | ninguém                                 | Euclério Sampaio (DC) + 2 PSB                |
| ES | Jacqueline Moraes (PSB)                 | Ricardo Ferraço (PSDB)         | DC / PSB / PSDB / DEM / PPS / PCdoB / PV / PDT / SD / PP / PTC / PSC / PPL / PRP / PSD / PHS / PROS / Avante | ninguém                                 | Euclério Sampaio (DC) + 2 PSB                |
| GO | Ronaldo Caiado (DEM)                    | Jorge Kajuru (PRP)             | DC / DEM / PRP / PROS / PMB / PR / PSC / PDT / PSL / PMN / PTC / PRTB / PODE                                 | 2 PSL                                   | Rafael Gouveia (DC), Zé Carapô (DC)          |
| GO | Lincoln Tejota (PROS)                   | Wilder Morais (DEM)            | DC / DEM / PRP / PROS / PMB / PR / PSC / PDT / PSL / PMN / PTC / PRTB / PODE                                 | 2 PSL                                   | Rafael Gouveia (DC), Zé Carapô (DC)          |
| MA | Roberto Rocha (PSDB)                    | Zé Reinaldo (PSDB)             | DC / PSDB / PHS / PMN / REDE / PODE                                                                          | 1 PODE                                  | ninguém                                      |
| MA | Graça Paz (PSDB)                        | Alexandre Almeida (PSDB)       | DC / PSDB / PHS / PMN / REDE / PODE                                                                          | 1 PODE                                  | ninguém                                      |
| MG | Fernando Pimentel (PT)                  | Dilma Rousseff (PT)            | DC / PT / PSB / PCdoB / PR                                                                                   | 8 PT, 3 PSB, 1 PR                       | Cleiton Oliveira (DC)                        |
| MG | Jô Moraes (PCdoB)                       | Miguel Corrêa (PT)             | DC / PT / PSB / PCdoB / PR                                                                                   | 8 PT, 3 PSB, 1 PR                       | Cleiton Oliveira (DC)                        |
| MS | Junior Mochi (MDB)                      | Waldemir Moka (MDB)            | DC / MDB / PTC / PR / PHS / PRP / PRTB                                                                       | ninguém                                 | 1 PR                                         |
| MS | Tânia Garib (MDB)                       | Waldemir Moka (MDB)            | DC / MDB / PTC / PR / PHS / PRP / PRTB                                                                       | ninguém                                 | 1 PR                                         |
| MT | Pedro Taques (PSDB)                     | Selma Arruda (PSL)             | DC / PSDB / PSL / PSB / SD / PPS / PRTB / Avante / Patriota                                                  | 1 PSL                                   | Elizeu Nascimento (DC), Ulysses Moraes (DC)  |
| MT | Rui Prado (PSDB)                        | Nilson Leitão (PSDB)           | DC / PSDB / PSL / PSB / SD / PPS / PRTB / Avante / Patriota                                                  | 1 PSL                                   | Elizeu Nascimento (DC), Ulysses Moraes (DC)  |
| PA | Helder Barbalho (MDB)                   | Jader Barbalho (MDB)           | DC / MDB / PR / PP / PSD / PRB / PTB / PROS / PSC / PODE / PSL / PHS / PMB / PTC / Avante / Patriota         | ninguém                                 | Diana Belo (DC) + 6 MDB, 3 PSD               |
| PA | Lúcio Vale (PR)                         | Zequinha Marinho (PSC)         | DC / MDB / PR / PP / PSD / PRB / PTB / PROS / PSC / PODE / PSL / PHS / PMB / PTC / Avante / Patriota         | ninguém                                 | Diana Belo (DC) + 6 MDB, 3 PSD               |
| PB | Lucélio Cartaxo (PV)                    | Daniella Ribeiro (PP)          | DC / PV / PSDB / PP / PSD / PSC / SD / PRTB / PHS / PTC / PSL / PPL                                          | 1 PSL                                   | 2 PSL, 1 PRTB                                |
| PB | Michele Rodrigues (PSDB)                | Cássio Cunha Lima (PSDB)       | DC / PV / PSDB / PP / PSD / PSC / SD / PRTB / PHS / PTC / PSL / PPL                                          | 1 PSL                                   | 2 PSL, 1 PRTB                                |
| PE | Armando Monteiro (PTB)                  | Mendonça Filho (DEM)           | DC / PTB / PSC / PSDB / DEM / PPS / PRB / PV / PODE / PSL / PHS / PRTB / PMB                                 | ninguém                                 | 5 PSC                                        |
| PE | Fred Ferreira (PSC)                     | Bruno Araújo (PSDB)            | DC / PTB / PSC / PSDB / DEM / PPS / PRB / PV / PODE / PSL / PHS / PRTB / PMB                                 | ninguém                                 | 5 PSC                                        |
| PI | Romualdo Seno (DC)                      | Joaquim Saraiva (DC)           | nenhuma | ninguém                                 | ninguém                                      |
| PI | Márcio Luiz (DC)                        | Lafayette Andrade (DC)         | nenhuma | ninguém                                 | ninguém                                      |
| PR | Jorge Bernardi (REDE)                   | Flávio Arns (REDE)             | DC / REDE / PPL                                                                                              | ninguém                                 | 1 PPL                                        |
| PR | Juliano Murbach (PPL)                   | Flávio Arns (REDE)             | DC / REDE / PPL                                                                                              | ninguém                                 | 1 PPL                                        |
| RJ | Eduardo Paes (DEM)                      | Cesar Maia (DEM)               | DC / DEM / PSDB / PP / PTB / MDB / SD / PV / PHS / PPS / PMN / Avante                                        | Luiz Antônio Corrêa (DC)                | João Peixoto (DC), Marcelo Cabeleireiro (DC) |
| RJ | Comte Bittencourt (PPS)                 | Aspásia Camargo (PSDB)         | DC / DEM / PSDB / PP / PTB / MDB / SD / PV / PHS / PPS / PMN / Avante                                        | Luiz Antônio Corrêa (DC)                | João Peixoto (DC), Marcelo Cabeleireiro (DC) |
| RN | Brenno Queiroga (SD)                    | Magnólia Figueiredo (SD)       | DC / SD / PSC / PV / / PMN / PSL / PPL / Patriota                                                            | 1 PSL                                   | 1 PPL, 1 PSL                                 |
| RN | Sérgio Leocádio (SD)                    | Joanílson Rêgo (DC)            | DC / SD / PSC / PV / / PMN / PSL / PPL / Patriota                                                            | 1 PSL                                   | 1 PPL, 1 PSL                                 |
| RO | Acir Gurgacz (PDT)                      | Jesualdo Júnior (PSB)          | DC / PDT / PP / PSB / PTC / SD / PTB / Avante                                                                | 1 PP, 1 PDT, 1 PSB                      | 1 PTC                                        |
| RO | Neodi de Oliveira (DC)                  | Carlos Magno (PP)              | DC / PDT / PP / PSB / PTC / SD / PTB / Avante                                                                | 1 PP, 1 PDT, 1 PSB                      | 1 PTC                                        |
| RR | Anchieta Júnior (PSDB)                  | Chico Rodrigues (DEM)          | DC / PSDB / DEM / MDB / SD / PPS / PSD                                                                       | 1 PSD, 1 SD                             | 3 SD                                         |
| RR | Abel Galinha (DEM)                      | Romero Jucá (MDB)              | DC / PSDB / DEM / MDB / SD / PPS / PSD                                                                       | 1 PSD, 1 SD                             | 3 SD                                         |
| RS | ninguém                                 | Luiz Carlos Machado (DC)       | nenhuma | ninguém                                 | ninguém                                      |
| SC | Mauro Mariani (MDB)                     | Jorginho Mello (PR)            | DC / MDB / PSDB / PR / PPS / PTB / PRTB / PTC / Avante                                                       | 1 PSDB, 1 PPS                           | 3 PR                                         |
| SC | Napoleão Bernardes (PSDB)               | Paulo Bauer (PSDB)             | DC / MDB / PSDB / PR / PPS / PTB / PRTB / PTC / Avante                                                       | 1 PSDB, 1 PPS                           | 3 PR                                         |
| SE | Belivaldo Chagas (PSD)                  | Rogério Carvalho (PT)          | DC / PSD / PT / MDB / PP / PCdoB / PHS                                                                       | 1 PSD, 1 PP, 1 MDB, 1 PT                | 4 PSD, 3 MDB, 2 PT                           |
| SE | Eliane Aquino (PT)                      | Jackson Barreto (MDB)          | DC / PSD / PT / MDB / PP / PCdoB / PHS                                                                       | 1 PSD, 1 PP, 1 MDB, 1 PT                | 4 PSD, 3 MDB, 2 PT                           |
| SP | Major Costa e Silva (DC)                | Kaled El Malat (DC)            | nenhuma | ninguém                                 | ninguém                                      |
| SP | Cabo Fátima (DC)                        | Kaled El Malat (DC)            | nenhuma | ninguém                                 | ninguém                                      |
| TO | ninguém                                 | ninguém                        | nenhuma | ninguém                                 | 1 PPS, 1 PPL                                 |

| Participação e desempenho do PSDC nas eleições estaduais de 2014 |                                         |                                | |                                            |                                                    |
| Candidatos majoritários eleitos (10 governadores e 5 senadores). Em negrito estão os candidatos filiados ao PSDC durante a eleição. Os cargos obtidos na Câmara Federal e nas Assembleias Legislativas são referentes às coligações proporcionais que o PSDC compôs. Tais coligações não são necessariamente iguais às coligações majoritárias e geralmente são menores. Não estão listados os futuros suplentes empossados. \| UF \| Candidatos(as) a Governador(a) e a Vice \| Candidatos(as) a Senadores(as) \| Coligação majoritária (governo e senado) \| Deputados(as) federais eleitos(as) — 70 \| Deputados(as) estaduais eleitos(as) — 57 \| \| -- \| --------------------------------------- \| ------------------------------ \| ------------------------------------------------------------------------------------------------------------------------------ \| ------------------------------------------ \| -------------------------------------------------- \| \| AC \| Tião Viana (PT) \| Perpétua Almeida (PCdoB) \| PSDC / PDT / PRB / PT / PSL / PHS / PEN / PSB / PRP / PPL / PCdoB / PROS / PTB / PTN \| 3 PT, 1 PSB, 1 PRB \| Eber Machado (PSDC) \| \| AC \| Nazareth Araújo (PT) \| Perpétua Almeida (PCdoB) \| PSDC / PDT / PRB / PT / PSL / PHS / PEN / PSB / PRP / PPL / PCdoB / PROS / PTB / PTN \| 3 PT, 1 PSB, 1 PRB \| Eber Machado (PSDC) \| \| AL \| Benedito de Lira (PP) \| Omar Coelho (DEM) \| PSDC / PPS / PP / PRP / PR / PSL / PSB / DEM / SD \| 1 SD, 1 PP, 1 PR \| 2 DEM, 2 PSB, 2 PPS \| \| AL \| Alexandre Toledo (PSB) \| Omar Coelho (DEM) \| PSDC / PPS / PP / PRP / PR / PSL / PSB / DEM / SD \| 1 SD, 1 PP, 1 PR \| 2 DEM, 2 PSB, 2 PPS \| \| AM \| Eduardo Braga (PMDB) \| Francisco Praciano (PT) \| PSDC / PMDB / PP / PT / PCdoB / PDT / PTB / PRB / PPS / PPL \| 1 PMDB, 1 PPS, 1 PP \| ninguém \| \| AM \| Rebecca Garcia (PP) \| Francisco Praciano (PT) \| PSDC / PMDB / PP / PT / PCdoB / PDT / PTB / PRB / PPS / PPL \| 1 PMDB, 1 PPS, 1 PP \| ninguém \| \| AP \| Bruno Mineiro (PTdoB) \| Promotor Moisés (PEN) \| PSDC / PV / PTdoB / PRB / PR / PEN / PROS / PHS / PTN \| 1 PR, 1 PRB \| Charles Marques (PSDC) + 2 PROS \| \| AP \| Aline Gurgel (PR) \| Promotor Moisés (PEN) \| PSDC / PV / PTdoB / PRB / PR / PEN / PROS / PHS / PTN \| 1 PR, 1 PRB \| Charles Marques (PSDC) + 2 PROS \| \| BA \| Paulo Souto (DEM) \| Geddel Lima (PMDB) \| PSDC / DEM / PSDB / PMDB / PTN / PRB / PSC / PTC / SD / PV / PROS / PRP / PPS \| 1 PTC \| 2 PV, 2 PRP \| \| BA \| Joaci Góes (PSDB) \| Geddel Lima (PMDB) \| PSDC / DEM / PSDB / PMDB / PTN / PRB / PSC / PTC / SD / PV / PROS / PRP / PPS \| 1 PTC \| 2 PV, 2 PRP \| \| CE \| Eunício Oliveira (PMDB) \| Tasso Jereissati (PSDB) \| PSDC / PMDB / PSC / DEM / PR / PPS / PRP / PSDB / PTN \| 1 DEM, 1 PPS \| Ely Aguiar (PSDC) + 1 PPS, 1 PTN \| \| CE \| Roberto Pessoa (PR) \| Tasso Jereissati (PSDB) \| PSDC / PMDB / PSC / DEM / PR / PPS / PRP / PSDB / PTN \| 1 DEM, 1 PPS \| Ely Aguiar (PSDC) + 1 PPS, 1 PTN \| \| DF \| Luiz Pitiman (PSDB) \| Sandra Quezado (PSDB) \| PSDC / PSDB / PPS \| 1 PSDB \| 1 PSDB \| \| DF \| Adão Cândido (PPS) \| Sandra Quezado (PSDB) \| PSDC / PSDB / PPS \| 1 PSDB \| 1 PSDB \| \| ES \| Renato Casagrande (PSB) \| Neucimar Fraga (PV) \| PSDC / PHS / PSB / PSL / PP / PTB / PTdoB / PPS / PR / PSC / PSD / PTC / PCdoB / PEN / PTN / PPL / PMN / PRB / PRTB \| ninguém \| 1 PRTB, 1 PTC \| \| ES \| Fabrício Gandini (PPS) \| Neucimar Fraga (PV) \| PSDC / PHS / PSB / PSL / PP / PTB / PTdoB / PPS / PR / PSC / PSD / PTC / PCdoB / PEN / PTN / PPL / PMN / PRB / PRTB \| ninguém \| 1 PRTB, 1 PTC \| \| GO \| Alexandre Magalhães (PSDC) \| Aldo Muro (PSDC) \| nenhuma \| ninguém \| ninguém \| \| GO \| Rodrigo Adorno (PSDC) \| Aldo Muro (PSDC) \| nenhuma \| ninguém \| ninguém \| \| MA \| Lobão Filho (PMDB) \| Gastão Vieira (PMDB) \| PSDC / PSC / PMDB / PSL / PHS / PRP / PTN / PMN / PV / PEN / PRTB / PR / PRB / DEM / PSD / PT / PTB / PTdoB \| Aluisio Mendes (PSDC) + 1 PRP \| Paulo Neto (PSDC) + 2 PTN \| \| MA \| Arnaldo Melo (PMDB) \| Gastão Vieira (PMDB) \| PSDC / PSC / PMDB / PSL / PHS / PRP / PTN / PMN / PV / PEN / PRTB / PR / PRB / DEM / PSD / PT / PTB / PTdoB \| Aluisio Mendes (PSDC) + 1 PRP \| Paulo Neto (PSDC) + 2 PTN \| \| MG \| Eduardo Ferreira (PSDC) \| Tarcísio dos Santos (PSDC) \| nenhuma \| 1 PTN \| 3 PTN \| \| MG \| Raimundo Violeira (PSDC) \| Tarcísio dos Santos (PSDC) \| nenhuma \| 1 PTN \| 3 PTN \| \| MS \| Delcídio do Amaral (PT) \| Ricardo Ayache (PT) \| PSDC / PT / PDT / PTB / PCdoB / PV / PROS / PSL / PTC / PPL / PRP / PR \| 2 PT, 1 PDT \| 3 PDT \| \| MS \| Londres Machado (PR) \| Ricardo Ayache (PT) \| PSDC / PT / PDT / PTB / PCdoB / PV / PROS / PSL / PTC / PPL / PRP / PR \| 2 PT, 1 PDT \| 3 PDT \| \| MT \| Pedro Taques (PDT) \| Jayme Campos (DEM) \| PSDC / PDT / PP / DEM / PV / PSB / PSDB / PTB / PPS / PSC / PRP / PSL / PRB \| 2 PSB, 1 PSDB, 1 PP, 1 PSC \| 2 PV \| \| MT \| Carlos Fávaro (PP) \| Jayme Campos (DEM) \| PSDC / PDT / PP / DEM / PV / PSB / PSDB / PTB / PPS / PSC / PRP / PSL / PRB \| 2 PSB, 1 PSDB, 1 PP, 1 PSC \| 2 PV \| \| PA \| Simão Jatene (PSDB) \| ninguém \| PSDC / PSDB / PSB / PMN / SD / PRB / PSC / PTB / PPS / PSD / PP / PTC / PEN / PTdoB / PRP \| ninguém \| 2 SD, 1 PEN, 1 PRP \| \| PA \| Zequinha Marinho (PSC) \| ninguém \| PSDC / PSDB / PSB / PMN / SD / PRB / PSC / PTB / PPS / PSD / PP / PTC / PEN / PTdoB / PRP \| ninguém \| 2 SD, 1 PEN, 1 PRP \| \| PB \| Cássio Cunha Lima (PSDB) \| Wilson Santiago (PTB) \| PSDC / PSC / PSDB / PR / PTB / PSD / SD / PMN / PPS / PTdoB / PTN / PRB / PEN / PP \| 1 PSDB, 1 PP, 1 PR, 1 PTB, 1 PSD, 1 SD \| 2 PTdoB, 1 PRB, 1 PTN \| \| PB \| Ruy Carneiro (PSDB) \| Wilson Santiago (PTB) \| PSDC / PSC / PSDB / PR / PTB / PSD / SD / PMN / PPS / PTdoB / PTN / PRB / PEN / PP \| 1 PSDB, 1 PP, 1 PR, 1 PTB, 1 PSD, 1 SD \| 2 PTdoB, 1 PRB, 1 PTN \| \| PE \| Paulo Câmara (PSB) \| Fernando Coelho (PSB) \| PSDC / PV / PMDB / PCdoB / PTC / PRP / PTN / PR / SD / PPS / PRTB / PSDB / PSD / PPL / DEM / PEN / PHS / PROS / PP / PSB / PSL \| 1 PHS \| 1 PRP \| \| PE \| Raul Henry (PMDB) \| Fernando Coelho (PSB) \| PSDC / PV / PMDB / PCdoB / PTC / PRP / PTN / PR / SD / PPS / PRTB / PSDB / PSD / PPL / DEM / PEN / PHS / PROS / PP / PSB / PSL \| 1 PHS \| 1 PRP \| \| PI \| Zé Filho (PMDB) \| Wilson Martins (PSB) \| PSDC / PMDB / PSDB / PCdoB / PTdoB / PSB / PDT / PTN / PPS / DEM / PEN / PSL / PMN / PRB / PTC / PSD / PV \| 3 PSB, 1 PMDB, 1 PSD \| 2 PTC \| \| PI \| Sílvio Mendes (PSDB) \| Wilson Martins (PSB) \| PSDC / PMDB / PSDB / PCdoB / PTdoB / PSB / PDT / PTN / PPS / DEM / PEN / PSL / PMN / PRB / PTC / PSD / PV \| 3 PSB, 1 PMDB, 1 PSD \| 2 PTC \| \| PR \| Beto Richa (PSDB) \| Álvaro Dias (PSDB) \| PSDC / PSDB / PROS / SD / PSB / PP / PTB / PSD / PPS / PR / DEM / PSL / PHS / PMN / PEN / PSC / PTdoB \| 1 PTB, 1 PHS \| ninguém \| \| PR \| Cida Borghetti (PROS) \| Álvaro Dias (PSDB) \| PSDC / PSDB / PROS / SD / PSB / PP / PTB / PSD / PPS / PR / DEM / PSL / PHS / PMN / PEN / PSC / PTdoB \| 1 PTB, 1 PHS \| ninguém \| \| RJ \| Luiz Fernando Pezão (PMDB) \| César Maia (DEM) \| PSDC / PMDB / PP / PTB / PSL / PPS / PTN / DEM / PHS / PRTB / PEN / PMN / PTC / PRP / PSDB / PSC / PSD / SD \| Luiz Carlos Ramos (PSDC) \| João Peixoto (PSDC) \| \| RJ \| Francisco Dornelles (PP) \| César Maia (DEM) \| PSDC / PMDB / PP / PTB / PSL / PPS / PTN / DEM / PHS / PRTB / PEN / PMN / PTC / PRP / PSDB / PSC / PSD / SD \| Luiz Carlos Ramos (PSDC) \| João Peixoto (PSDC) \| \| RN \| Henrique Alves (PMDB) \| Wilma de Faria (PSB) \| PSDC / PMDB / PR / PSB / PROS / SD / PDT / PSC / PTB / PPS / PV / PSDB / PHS / PRB / PTN / PMN / PRP \| 1 PMDB, 1 PROS, 1 PR, 1 DEM, 1 PSDB, 1 PMN \| 1 PMN \| \| RN \| João da Silva Maia (PR) \| Wilma de Faria (PSB) \| PSDC / PMDB / PR / PSB / PROS / SD / PDT / PSC / PTB / PPS / PV / PSDB / PHS / PRB / PTN / PMN / PRP \| 1 PMDB, 1 PROS, 1 PR, 1 DEM, 1 PSDB, 1 PMN \| 1 PMN \| \| RO \| Expedito Júnior (PSDB) \| Moreira Mendes (PSD) \| PSDC / PHS / PSDB / PSD / PSC / PEN / PMN / PTdoB / PRB / DEM \| 1 PSDB, 1 SD \| Ezequiel Júnior (PSDC), Glaucione Rodrigues (PSDC) \| \| RO \| Neodi Carlos (PSDC) \| Moreira Mendes (PSD) \| PSDC / PHS / PSDB / PSD / PSC / PEN / PMN / PTdoB / PRB / DEM \| 1 PSDB, 1 SD \| Ezequiel Júnior (PSDC), Glaucione Rodrigues (PSDC) \| \| RR \| Chico Rodrigues (PSB) \| ninguém \| PSDC / PSB / PMDB / PSDB / PR / PRB / PSD / SD / PROS / PPS / PMN / PHS / PTdoB / PRTB / PEN / PSL / PPL / PTN / PSC / PRP \| 1 PMN, 1 PHS \| Jalser Renier (PSDC), George Melo (PSDC) + 2 PSL \| \| RR \| Rodrigo Jucá (PMDB) \| ninguém \| PSDC / PSB / PMDB / PSDB / PR / PRB / PSD / SD / PROS / PPS / PMN / PHS / PTdoB / PRTB / PEN / PSL / PPL / PTN / PSC / PRP \| 1 PMN, 1 PHS \| Jalser Renier (PSDC), George Melo (PSDC) + 2 PSL \| \| RS \| José Ivo Sartori (PMDB) \| Pedro Simon (PMDB) \| PSDC / PMDB / PSD / PPS / PSB / PTdoB / PSL / PHS \| 2 PSB, 1 PSD \| 1 PSD \| \| RS \| José Paulo Cairoli (PSD) \| Pedro Simon (PMDB) \| PSDC / PMDB / PSD / PPS / PSB / PTdoB / PSL / PHS \| 2 PSB, 1 PSD \| 1 PSD \| \| SC \| Raimundo Colombo (PSD) \| Dário Elias Berger (PMDB) \| PSDC / PSD / PRB / PMDB / PR / PTB / PSC / PV / PROS / PCdoB / PDT / DEM \| 5 PMDB, 3 PSD, 1 PR \| 1 PDT, 1 PCdoB \| \| SC \| Eduardo Pinho Moreira (PMDB) \| Dário Elias Berger (PMDB) \| PSDC / PSD / PRB / PMDB / PR / PTB / PSC / PV / PROS / PCdoB / PDT / DEM \| 5 PMDB, 3 PSD, 1 PR \| 1 PDT, 1 PCdoB \| \| SE \| Jackson Barreto (PMDB) \| Rogério Carvalho (PT) \| PSDC / PMDB / PT / PSB / PDT / PSD / PCdoB / PRP / PROS / PRTB / PRB \| 1 PSD, 1 PMDB, 1 PSB, 1 PRB, 1 PT \| 1 PDT, 1 PRB, 1 PCdoB \| \| SE \| Belivaldo Chagas (PSB) \| Rogério Carvalho (PT) \| PSDC / PMDB / PT / PSB / PDT / PSD / PCdoB / PRP / PROS / PRTB / PRB \| 1 PSD, 1 PMDB, 1 PSB, 1 PRB, 1 PT \| 1 PDT, 1 PRB, 1 PCdoB \| \| SP \| Geraldo Alckmin (PSDB) \| José Serra (PSDB) \| PSDC / PSC / PSDB / DEM / PMN / PTdoB / PTC / PTN / SD / PPS / PRB / PSB / PEN / PSL \| ninguém \| ninguém \| \| SP \| Márcio França (PSB) \| José Serra (PSDB) \| PSDC / PSC / PSDB / DEM / PMN / PTdoB / PTC / PTN / SD / PPS / PRB / PSB / PEN / PSL \| ninguém \| ninguém \| \| TO \| Ataídes Oliveira (PROS) \| Sargento Aragão (PROS) \| PSDC / PROS / PTN / PCdoB / PPL / PMN / PTdoB \| ninguém \| 1 PROS \| \| TO \| Cinthia Ribeiro (PTN) \| Sargento Aragão (PROS) \| PSDC / PROS / PTN / PCdoB / PPL / PMN / PTdoB \| ninguém \| 1 PROS \| |                                         |                                | |                                            |                                                    |
| UF | Candidatos(as) a Governador(a) e a Vice | Candidatos(as) a Senadores(as) | Coligação majoritária (governo e senado)                                                                                       | Deputados(as) federais eleitos(as) — 70    | Deputados(as) estaduais eleitos(as) — 57           |
| AC | Tião Viana (PT)                         | Perpétua Almeida (PCdoB)       | PSDC / PDT / PRB / PT / PSL / PHS / PEN / PSB / PRP / PPL / PCdoB / PROS / PTB / PTN                                           | 3 PT, 1 PSB, 1 PRB                         | Eber Machado (PSDC)                                |
| AC | Nazareth Araújo (PT)                    | Perpétua Almeida (PCdoB)       | PSDC / PDT / PRB / PT / PSL / PHS / PEN / PSB / PRP / PPL / PCdoB / PROS / PTB / PTN                                           | 3 PT, 1 PSB, 1 PRB                         | Eber Machado (PSDC)                                |
| AL | Benedito de Lira (PP)                   | Omar Coelho (DEM)              | PSDC / PPS / PP / PRP / PR / PSL / PSB / DEM / SD                                                                              | 1 SD, 1 PP, 1 PR                           | 2 DEM, 2 PSB, 2 PPS                                |
| AL | Alexandre Toledo (PSB)                  | Omar Coelho (DEM)              | PSDC / PPS / PP / PRP / PR / PSL / PSB / DEM / SD                                                                              | 1 SD, 1 PP, 1 PR                           | 2 DEM, 2 PSB, 2 PPS                                |
| AM | Eduardo Braga (PMDB)                    | Francisco Praciano (PT)        | PSDC / PMDB / PP / PT / PCdoB / PDT / PTB / PRB / PPS / PPL                                                                    | 1 PMDB, 1 PPS, 1 PP                        | ninguém                                            |
| AM | Rebecca Garcia (PP)                     | Francisco Praciano (PT)        | PSDC / PMDB / PP / PT / PCdoB / PDT / PTB / PRB / PPS / PPL                                                                    | 1 PMDB, 1 PPS, 1 PP                        | ninguém                                            |
| AP | Bruno Mineiro (PTdoB)                   | Promotor Moisés (PEN)          | PSDC / PV / PTdoB / PRB / PR / PEN / PROS / PHS / PTN                                                                          | 1 PR, 1 PRB                                | Charles Marques (PSDC) + 2 PROS                    |
| AP | Aline Gurgel (PR)                       | Promotor Moisés (PEN)          | PSDC / PV / PTdoB / PRB / PR / PEN / PROS / PHS / PTN                                                                          | 1 PR, 1 PRB                                | Charles Marques (PSDC) + 2 PROS                    |
| BA | Paulo Souto (DEM)                       | Geddel Lima (PMDB)             | PSDC / DEM / PSDB / PMDB / PTN / PRB / PSC / PTC / SD / PV / PROS / PRP / PPS                                                  | 1 PTC                                      | 2 PV, 2 PRP                                        |
| BA | Joaci Góes (PSDB)                       | Geddel Lima (PMDB)             | PSDC / DEM / PSDB / PMDB / PTN / PRB / PSC / PTC / SD / PV / PROS / PRP / PPS                                                  | 1 PTC                                      | 2 PV, 2 PRP                                        |
| CE | Eunício Oliveira (PMDB)                 | Tasso Jereissati (PSDB)        | PSDC / PMDB / PSC / DEM / PR / PPS / PRP / PSDB / PTN                                                                          | 1 DEM, 1 PPS                               | Ely Aguiar (PSDC) + 1 PPS, 1 PTN                   |
| CE | Roberto Pessoa (PR)                     | Tasso Jereissati (PSDB)        | PSDC / PMDB / PSC / DEM / PR / PPS / PRP / PSDB / PTN                                                                          | 1 DEM, 1 PPS                               | Ely Aguiar (PSDC) + 1 PPS, 1 PTN                   |
| DF | Luiz Pitiman (PSDB)                     | Sandra Quezado (PSDB)          | PSDC / PSDB / PPS | 1 PSDB                                     | 1 PSDB                                             |
| DF | Adão Cândido (PPS)                      | Sandra Quezado (PSDB)          | PSDC / PSDB / PPS | 1 PSDB                                     | 1 PSDB                                             |
| ES | Renato Casagrande (PSB)                 | Neucimar Fraga (PV)            | PSDC / PHS / PSB / PSL / PP / PTB / PTdoB / PPS / PR / PSC / PSD / PTC / PCdoB / PEN / PTN / PPL / PMN / PRB / PRTB            | ninguém                                    | 1 PRTB, 1 PTC                                      |
| ES | Fabrício Gandini (PPS)                  | Neucimar Fraga (PV)            | PSDC / PHS / PSB / PSL / PP / PTB / PTdoB / PPS / PR / PSC / PSD / PTC / PCdoB / PEN / PTN / PPL / PMN / PRB / PRTB            | ninguém                                    | 1 PRTB, 1 PTC                                      |
| GO | Alexandre Magalhães (PSDC)              | Aldo Muro (PSDC)               | nenhuma | ninguém                                    | ninguém                                            |
| GO | Rodrigo Adorno (PSDC)                   | Aldo Muro (PSDC)               | nenhuma | ninguém                                    | ninguém                                            |
| MA | Lobão Filho (PMDB)                      | Gastão Vieira (PMDB)           | PSDC / PSC / PMDB / PSL / PHS / PRP / PTN / PMN / PV / PEN / PRTB / PR / PRB / DEM / PSD / PT / PTB / PTdoB                    | Aluisio Mendes (PSDC) + 1 PRP              | Paulo Neto (PSDC) + 2 PTN                          |
| MA | Arnaldo Melo (PMDB)                     | Gastão Vieira (PMDB)           | PSDC / PSC / PMDB / PSL / PHS / PRP / PTN / PMN / PV / PEN / PRTB / PR / PRB / DEM / PSD / PT / PTB / PTdoB                    | Aluisio Mendes (PSDC) + 1 PRP              | Paulo Neto (PSDC) + 2 PTN                          |
| MG | Eduardo Ferreira (PSDC)                 | Tarcísio dos Santos (PSDC)     | nenhuma | 1 PTN                                      | 3 PTN                                              |
| MG | Raimundo Violeira (PSDC)                | Tarcísio dos Santos (PSDC)     | nenhuma | 1 PTN                                      | 3 PTN                                              |
| MS | Delcídio do Amaral (PT)                 | Ricardo Ayache (PT)            | PSDC / PT / PDT / PTB / PCdoB / PV / PROS / PSL / PTC / PPL / PRP / PR                                                         | 2 PT, 1 PDT                                | 3 PDT                                              |
| MS | Londres Machado (PR)                    | Ricardo Ayache (PT)            | PSDC / PT / PDT / PTB / PCdoB / PV / PROS / PSL / PTC / PPL / PRP / PR                                                         | 2 PT, 1 PDT                                | 3 PDT                                              |
| MT | Pedro Taques (PDT)                      | Jayme Campos (DEM)             | PSDC / PDT / PP / DEM / PV / PSB / PSDB / PTB / PPS / PSC / PRP / PSL / PRB                                                    | 2 PSB, 1 PSDB, 1 PP, 1 PSC                 | 2 PV                                               |
| MT | Carlos Fávaro (PP)                      | Jayme Campos (DEM)             | PSDC / PDT / PP / DEM / PV / PSB / PSDB / PTB / PPS / PSC / PRP / PSL / PRB                                                    | 2 PSB, 1 PSDB, 1 PP, 1 PSC                 | 2 PV                                               |
| PA | Simão Jatene (PSDB)                     | ninguém                        | PSDC / PSDB / PSB / PMN / SD / PRB / PSC / PTB / PPS / PSD / PP / PTC / PEN / PTdoB / PRP                                      | ninguém                                    | 2 SD, 1 PEN, 1 PRP                                 |
| PA | Zequinha Marinho (PSC)                  | ninguém                        | PSDC / PSDB / PSB / PMN / SD / PRB / PSC / PTB / PPS / PSD / PP / PTC / PEN / PTdoB / PRP                                      | ninguém                                    | 2 SD, 1 PEN, 1 PRP                                 |
| PB | Cássio Cunha Lima (PSDB)                | Wilson Santiago (PTB)          | PSDC / PSC / PSDB / PR / PTB / PSD / SD / PMN / PPS / PTdoB / PTN / PRB / PEN / PP                                             | 1 PSDB, 1 PP, 1 PR, 1 PTB, 1 PSD, 1 SD     | 2 PTdoB, 1 PRB, 1 PTN                              |
| PB | Ruy Carneiro (PSDB)                     | Wilson Santiago (PTB)          | PSDC / PSC / PSDB / PR / PTB / PSD / SD / PMN / PPS / PTdoB / PTN / PRB / PEN / PP                                             | 1 PSDB, 1 PP, 1 PR, 1 PTB, 1 PSD, 1 SD     | 2 PTdoB, 1 PRB, 1 PTN                              |
| PE | Paulo Câmara (PSB)                      | Fernando Coelho (PSB)          | PSDC / PV / PMDB / PCdoB / PTC / PRP / PTN / PR / SD / PPS / PRTB / PSDB / PSD / PPL / DEM / PEN / PHS / PROS / PP / PSB / PSL | 1 PHS                                      | 1 PRP                                              |
| PE | Raul Henry (PMDB)                       | Fernando Coelho (PSB)          | PSDC / PV / PMDB / PCdoB / PTC / PRP / PTN / PR / SD / PPS / PRTB / PSDB / PSD / PPL / DEM / PEN / PHS / PROS / PP / PSB / PSL | 1 PHS                                      | 1 PRP                                              |
| PI | Zé Filho (PMDB)                         | Wilson Martins (PSB)           | PSDC / PMDB / PSDB / PCdoB / PTdoB / PSB / PDT / PTN / PPS / DEM / PEN / PSL / PMN / PRB / PTC / PSD / PV                      | 3 PSB, 1 PMDB, 1 PSD                       | 2 PTC                                              |
| PI | Sílvio Mendes (PSDB)                    | Wilson Martins (PSB)           | PSDC / PMDB / PSDB / PCdoB / PTdoB / PSB / PDT / PTN / PPS / DEM / PEN / PSL / PMN / PRB / PTC / PSD / PV                      | 3 PSB, 1 PMDB, 1 PSD                       | 2 PTC                                              |
| PR | Beto Richa (PSDB)                       | Álvaro Dias (PSDB)             | PSDC / PSDB / PROS / SD / PSB / PP / PTB / PSD / PPS / PR / DEM / PSL / PHS / PMN / PEN / PSC / PTdoB                          | 1 PTB, 1 PHS                               | ninguém                                            |
| PR | Cida Borghetti (PROS)                   | Álvaro Dias (PSDB)             | PSDC / PSDB / PROS / SD / PSB / PP / PTB / PSD / PPS / PR / DEM / PSL / PHS / PMN / PEN / PSC / PTdoB                          | 1 PTB, 1 PHS                               | ninguém                                            |
| RJ | Luiz Fernando Pezão (PMDB)              | César Maia (DEM)               | PSDC / PMDB / PP / PTB / PSL / PPS / PTN / DEM / PHS / PRTB / PEN / PMN / PTC / PRP / PSDB / PSC / PSD / SD                    | Luiz Carlos Ramos (PSDC)                   | João Peixoto (PSDC)                                |
| RJ | Francisco Dornelles (PP)                | César Maia (DEM)               | PSDC / PMDB / PP / PTB / PSL / PPS / PTN / DEM / PHS / PRTB / PEN / PMN / PTC / PRP / PSDB / PSC / PSD / SD                    | Luiz Carlos Ramos (PSDC)                   | João Peixoto (PSDC)                                |
| RN | Henrique Alves (PMDB)                   | Wilma de Faria (PSB)           | PSDC / PMDB / PR / PSB / PROS / SD / PDT / PSC / PTB / PPS / PV / PSDB / PHS / PRB / PTN / PMN / PRP                           | 1 PMDB, 1 PROS, 1 PR, 1 DEM, 1 PSDB, 1 PMN | 1 PMN                                              |
| RN | João da Silva Maia (PR)                 | Wilma de Faria (PSB)           | PSDC / PMDB / PR / PSB / PROS / SD / PDT / PSC / PTB / PPS / PV / PSDB / PHS / PRB / PTN / PMN / PRP                           | 1 PMDB, 1 PROS, 1 PR, 1 DEM, 1 PSDB, 1 PMN | 1 PMN                                              |
| RO | Expedito Júnior (PSDB)                  | Moreira Mendes (PSD)           | PSDC / PHS / PSDB / PSD / PSC / PEN / PMN / PTdoB / PRB / DEM                                                                  | 1 PSDB, 1 SD                               | Ezequiel Júnior (PSDC), Glaucione Rodrigues (PSDC) |
| RO | Neodi Carlos (PSDC)                     | Moreira Mendes (PSD)           | PSDC / PHS / PSDB / PSD / PSC / PEN / PMN / PTdoB / PRB / DEM                                                                  | 1 PSDB, 1 SD                               | Ezequiel Júnior (PSDC), Glaucione Rodrigues (PSDC) |
| RR | Chico Rodrigues (PSB)                   | ninguém                        | PSDC / PSB / PMDB / PSDB / PR / PRB / PSD / SD / PROS / PPS / PMN / PHS / PTdoB / PRTB / PEN / PSL / PPL / PTN / PSC / PRP     | 1 PMN, 1 PHS                               | Jalser Renier (PSDC), George Melo (PSDC) + 2 PSL   |
| RR | Rodrigo Jucá (PMDB)                     | ninguém                        | PSDC / PSB / PMDB / PSDB / PR / PRB / PSD / SD / PROS / PPS / PMN / PHS / PTdoB / PRTB / PEN / PSL / PPL / PTN / PSC / PRP     | 1 PMN, 1 PHS                               | Jalser Renier (PSDC), George Melo (PSDC) + 2 PSL   |
| RS | José Ivo Sartori (PMDB)                 | Pedro Simon (PMDB)             | PSDC / PMDB / PSD / PPS / PSB / PTdoB / PSL / PHS                                                                              | 2 PSB, 1 PSD                               | 1 PSD                                              |
| RS | José Paulo Cairoli (PSD)                | Pedro Simon (PMDB)             | PSDC / PMDB / PSD / PPS / PSB / PTdoB / PSL / PHS                                                                              | 2 PSB, 1 PSD                               | 1 PSD                                              |
| SC | Raimundo Colombo (PSD)                  | Dário Elias Berger (PMDB)      | PSDC / PSD / PRB / PMDB / PR / PTB / PSC / PV / PROS / PCdoB / PDT / DEM                                                       | 5 PMDB, 3 PSD, 1 PR                        | 1 PDT, 1 PCdoB                                     |
| SC | Eduardo Pinho Moreira (PMDB)            | Dário Elias Berger (PMDB)      | PSDC / PSD / PRB / PMDB / PR / PTB / PSC / PV / PROS / PCdoB / PDT / DEM                                                       | 5 PMDB, 3 PSD, 1 PR                        | 1 PDT, 1 PCdoB                                     |
| SE | Jackson Barreto (PMDB)                  | Rogério Carvalho (PT)          | PSDC / PMDB / PT / PSB / PDT / PSD / PCdoB / PRP / PROS / PRTB / PRB                                                           | 1 PSD, 1 PMDB, 1 PSB, 1 PRB, 1 PT          | 1 PDT, 1 PRB, 1 PCdoB                              |
| SE | Belivaldo Chagas (PSB)                  | Rogério Carvalho (PT)          | PSDC / PMDB / PT / PSB / PDT / PSD / PCdoB / PRP / PROS / PRTB / PRB                                                           | 1 PSD, 1 PMDB, 1 PSB, 1 PRB, 1 PT          | 1 PDT, 1 PRB, 1 PCdoB                              |
| SP | Geraldo Alckmin (PSDB)                  | José Serra (PSDB)              | PSDC / PSC / PSDB / DEM / PMN / PTdoB / PTC / PTN / SD / PPS / PRB / PSB / PEN / PSL                                           | ninguém                                    | ninguém                                            |
| SP | Márcio França (PSB)                     | José Serra (PSDB)              | PSDC / PSC / PSDB / DEM / PMN / PTdoB / PTC / PTN / SD / PPS / PRB / PSB / PEN / PSL                                           | ninguém                                    | ninguém                                            |
| TO | Ataídes Oliveira (PROS)                 | Sargento Aragão (PROS)         | PSDC / PROS / PTN / PCdoB / PPL / PMN / PTdoB                                                                                  | ninguém                                    | 1 PROS                                             |
| TO | Cinthia Ribeiro (PTN)                   | Sargento Aragão (PROS)         | PSDC / PROS / PTN / PCdoB / PPL / PMN / PTdoB                                                                                  | ninguém                                    | 1 PROS                                             |

### Eleições presidenciais
| Ano  | Imagem            | Candidato(a) a Presidente | Candidato a Vice-Presidente     | Coligação     | Votos           | Posição |
| ---- | ----------------- | ------------------------- | ------------------------------- | ------------- | --------------- | ------- |
| 1998 | José Maria Eymael | José Maria Eymael (PSDC)  | Josmar Oliveira Alderete (PSDC) | Sem coligação | 171.831 (0,25%) | 9ª      |
| 2006 | José Maria Eymael | José Maria Eymael (PSDC)  | José Paulo da Silva Neto (PSDC) | Sem coligação | 63.294 (0,07%)  | 6ª      |
| 2010 | José Maria Eymael | José Maria Eymael (PSDC)  | José Paulo da Silva Neto (PSDC) | Sem coligação | 89.350 (0,09%)  | 5ª      |
| 2014 | José Maria Eymael | José Maria Eymael (PSDC)  | Roberto Lopes (PSDC)            | Sem coligação | 61.250 (0,06%)  | 9ª      |
| 2018 | José Maria Eymael | José Maria Eymael (DC)    | Hélvio Costa (DC)               | Sem coligação | 41.710 (0,04%)  | 12ª     |
| 2022 | José Maria Eymael | Constituinte Eymael (DC)  | João Bravo (DC)                 | Sem coligação | 16.603 (0,01%)  | 11ª     |